# Sant Roc d'Esterri d'Àneu
Sant Roc d'Esterri d'Àneu és una capella particular de Casa Carrera, a la vila d'Esterri d'Àneu, en el terme municipal del mateix nom, a la comarca del Pallars Sobirà.
Està situada a en el nucli de la vila d'Esterri d'Àneu. Actualment és gairebé del tot desapareguda.